# Panamerican Team Handball Federation
Panamerican Team Handball Federation (PATHF, spansk: Federatión Panamericana de Handball) er det panamerikanske kontinentale håndboldforbund og dermed et af International Handball Federations fem kontinentale håndboldforbund. PATHF er det styrende organ for håndboldsporten i Nordamerika, Mellemamerika, Sydamerika og Caribien, og forbundet har 24 landes nationale håndboldforbund som medlemmer.

## Mesterskaber
PATHF arrangerer mesterskaber for lands- og klubhold fra Panamerika:
- Panamerikamesterskabet i håndbold (mænd)
- Panamerikamesterskabet i håndbold (kvinder)
- Junior- og ungdomsmesterskaber for drenge og piger
- Panamerikamesterskabet i strandhåndbold (mænd)
- Panamerikamesterskabet i strandhåndbold (kvinder)

## Medlemmer
| Medlemmer         | Medlemmer                            |
| ----------------- | ------------------------------------ |
| Argentina         | Confederacion Argentina de Handball  |
| Barbados          | Handball Association of Barbados     |
| Brasilien         | Confederação Brasileira de Handebol  |
| Canada            | Canadian Team Handball Federation    |
| Chile             | Federación Chilena de Handball       |
| Colombia          | Liga Antioqueña de Balonmano         |
| Costa Rica        | Federación Costaricense de Balonmano |
| Cuba              | Federación Cubana de Balonmano       |
| Dominikanske Rep. | Federación Dominicana de Balonmano   |
| Ecuador           | Federación Ecuatoriana de Balonmano  |
| El Salvador       | Balonmano Federación Salvadoreña     |
| Grønland          | Grønlands Håndbold Forbund           |

| Medlemmer         | Medlemmer                                     |
| ----------------- | --------------------------------------------- |
| Guatemala         | Federación Nacional de Balonmano de Guatemala |
| Haiti             | Fédération Haitienne de Handball              |
| Honduras          | Federación Hondureña de Balonmano             |
| Mexico            | Federación Mexicana de Handball               |
| Nicaragua         | Federación Nicaragüense de Balonmano          |
| Panama            | Panamanian Handball Federation                |
| Paraguay          | Confederación Paraguaya de Handball           |
| Puerto Rico       | Federación de Balonmano de Puerto Rico        |
| Trinidad & Tobago | Trinidad and Tobago Team Handball Association |
| USA               | USA Team Handball                             |
| Uruguay           | Federación Uruguaya de Handball               |
| Venezuela         | Federación Venezolana de Balonmano            |

## Verdensrangliste

### Herrer
| Placering | Hold      | Points | Forbund |
| --------- | --------- | ------ | ------- |
| 23        | Cuba      | 25     | FCB     |
| 24        | Argentina | 24     | CAH     |
| 27        | Brasilien | 25     | FCH     |
| 38        | USA       | 8      | USATH   |
| 40        | Grønland  | 4      | GHF     |
| 43        | Chile     | 3      | FCH     |
| 47        | Canada    | 1      | CTHF    |

Oversigten er opdateret til og med 24. april 2017

### Damer
| Placering | Hold                  | Points | Forbund |
| --------- | --------------------- | ------ | ------- |
| 16        | Brasilien             | 60     | CBHB    |
| 25        | USA                   | 19     | USATH   |
| 29        | Argentina             | 13     | CAH     |
| 32        | Uruguay               | 9      | FUH     |
| 33        | Canada                | 7      | CTHF    |
| 41        | Cuba                  | 3      | FCB     |
| 43        | Dominikanske Republik | 2      | FDB     |
| 44        | Paraguay              | 2      | FPH     |
| 45        | Puerto Rico           | 2      | EBPR    |
| 47        | Grønland              | 1      | GHF     |

Oversigten er opdateret til og med 24. april 2017